# RK Vardar
Rakometen Klub Vardar (în macedoneană Ракометен клуб Вардар, în română Clubul de handbal Vardar), prescurtat RK Vardar, este un club de handbal masculin din Skopje, Republica Macedonia. În iunie 2017, echipa a câștigat Liga Campionilor EHF. De asemenea, Vardar evoluează în campionatul regional Liga SEHA. RK Vardar este cea mai de succes echipă din Macedonia, fiind deținătoarea a 11 titluri naționale și a 12 cupe ale Macedoniei.

## Istoric
RK Vardar a fost înființată în 1961, ca secție a Clubului Sportiv Vardar Skopje, care fusese fondat în 1947. Echipa de handbal masculin a cunoscut succesul spre sfârșitul anilor 1990, când a devenit unul din cele două cluburi care dominau handbalul macedonean după obținerea independenței țării (RK Pelister fiind celălalt).
Vardar a participat de cinci ori în Liga Campionilor EHF și a ajuns în semifinale, și de trei ori în Cupa Cupelor EHF. Cu excepția anului 2005, când s-a clasat pe locul 4, echipa s-a clasat pe unul din primele două locuri din campionatul macedonean, începând din 1999 și până în prezent. În 2016, după cucerirea celui de-al zecelea titlu, clubul a stabilit un record în campionatul macedonean. Similar, în 2016, ei au devenit prima echipă macedoneană care a câștigat de 11 ori Cupa Macedoniei. Pe 15 aprilie 2012, RK Vardar a învins pe RK Metalurg Skopje în meciul disputat pe Arena Zagreb și a devenit prima echipă câștigătoare a Ligii SEHA.

## Palmares

### Național
- Super Liga Macedoneană de Handbal:
  -  Câștigători (11): 1998–99, 2000–01, 2001–02, 2002–03, 2003–04, 2006–07, 2008–09, 2012–13, 2014–15, 2015–16, 2016-17

- Cupa Macedoniei:
  -  Câștigători (12): 1997, 2000, 2001, 2003, 2004, 2007, 2008, 2012, 2014, 2015, 2016, 2017

### European
- Liga Campionilor EHF:
  -  Câștigători (1): 2016–17

- Cupa Cupelor EHF:
  - Locul 3 (1): 1998–99
  - Locul 4 (2): 2004–05, 2010–11

### Alte competiții
- Liga SEHA:
  -  Câștigători (3): 2011–12, 2013–14, 2016–17
  -  Locul 2 (2): 2012–13, 2015–16
  - Locul 4 (1): 2014–15

## Informații despre sală
Clubul RK Vardar este proprietarul sălii din Centrul Sportiv „Jane Sandanski”, unde își desfășoară toate meciurile de pe teren propriu. Sala are o capacitate de 6.500 de locuri, iar centrul sportiv are propriul hotel, centru spa, spital și piscină. Atât clubul cât și centrul sportiv sunt deținute de miliardarul rus Serghei Samsonenko. 

## Echipa

### Echipa curentă
Echipa în sezonul 2016–17 
| Portari - 01 Arpad Šterbik - 12 Strahinja Milić - 26 Petar Angelov Extreme dreapta - 27 Ivan Čupić - 33 Daniil Șișkarev Extreme stânga - 07 Vlado Nedanovski - 31 Timur Dibirov Pivoți - 05 Stojanče Stoilov - 13 Rogerio Moraes Ferreira - 93 Mijajlo Marsenić | Interi stânga - 17 Alexander Dereven - 20 Ilija Abutović - 34 Vuko Borozan Centri - 18 Igor Karačić - 21 Joan Cañellas - 25 Luka Cindrić - 37 Janja Vojvodić Interi dreapta - 15 Jorge Maqueda - 19 Alex Duișebaev |

### Transferuri pentru sezonul 2017-18
| Sosiri - Dainis Krištopāns (de la HC Meșkov Brest) - Roberto García Parrondo (nou antrenor secund) ? - Martin Popovski (de la echipa de juniori) ? - Daniel Gjorgjeski (de la echipa de juniori) ? - Ivan Dimitrovski (de la echipa de juniori) ? | Plecări - Alex Duișebaev (la Vive Tauron Kielce) - Petar Angelov ? - Vlado Nedanovski (la RK Pelister) ? - David Davis ? |

|  |

### Transferuri pentru sezonul 2018-19
| Sosiri | Plecări - Arpad Šterbik (se va retrage din activitate) - Luka Cindrić (la Vive Tauron Kielce) ? |

## Conducere
| Post                 | Nume                             |
| -------------------- | -------------------------------- |
| Antrenor principal   | Raúl González Gutiérrez          |
| Antrenor secund      | David Davis                      |
| Preparator fizic     | Danijel Jurišić                  |
| Antrenor cu portarii | Goran Simić                      |
| Fizioterapeuți       | Dimitar Manevski Viktor Stojanov |

| Post              | Nume               |
| ----------------- | ------------------ |
| Proprietar        | Serghei Samsonenko |
| Președinte        | Serghei Samsonenko |
| Director executiv | Davor Stojanovski  |
| Director adjunct  | Biljana Crvenkoska |
| Manager operativ  | Marko Savovski     |
| Director sportiv  | Eduard Kokșarov    |

## Foști membri ai clubului

### Foști jucători notabili
| - Pepi Manaskov - Stevče Aluševski - Petar Misovski - Branislav Angelovski - Kiril Kolev - Vančo Dimovski - Lazo Majnov - Naumče Mojsovski - Zlatko Mojsovski - Goran Kuzmanoski | - Borko Ristovski - Mitko Stoilov - Zlatko Daskalovski - Nemanja Pribak - Filip Lazarov - Velko Markoski - Vlatko Jovčevski - Milorad Kukoski - Gradimir Čanevski - Dejan Manaskov | - Vladimir Petrić - Ratko Nikolić - Tihomir Doder - Alem Toskić - Dobrivoje Marković - Rajko Prodanović - Stefan Terzić - Alexei Rastvorțev - Mihail Cipurin - Sergei Gorbok | - Blaženko Lacković - Luka Raković - Miladin Kozlina - Matjaž Brumen - Mladen Rakčević - Stevan Vujović - Iñaki Malumbres Aldave - Jan Sobol - Revaz Chanturia |

### Foști antrenori notabili
- Ljubomir Savevski
- Andon Boškovski
- Zoran Kastratović
- Veselin Vujović
- Josif Petković
- Dragan Đukić

### Foști președinți notabili
- Mihajlo Mihajlovski

## Fabricant de echipament
- Hummel International

## Istoric în competițiile europene

### Liga Campionilor EHF
| Sezon                   | Manșă                   | Club                               | Acasă | Deplasare | Scor general: |  |
| ----------------------- | ----------------------- | ---------------------------------- | ----- | --------- | ------------- |  |
|                         |                         |                                    |       |           |               |  |
| 1999–00                 | Șaisprezecimi           | TV Suhr Handball                   | 33–37 | 26–30     | 59–67         |  |
|                         |                         |                                    |       |           |               |  |
| 2001–02                 | Turul 2                 | ASKI Ankara                        | 37–31 | 27–28     | 64–59         |  |
| 2001–02                 | Faza grupelor (Grupa D) | Fotex KC Veszprém                  | 24–27 | 22–27     | Locul 3       |  |
| 2001–02                 | Faza grupelor (Grupa D) | Sportclub Magdeburg                | 27–27 | 19–33     | Locul 3       |  |
| 2001–02                 | Faza grupelor (Grupa D) | S. O. Chambery                     | 32–30 | 28–31     | Locul 3       |  |
|                         |                         |                                    |       |           |               |  |
| 2002–03                 | Calificări 1            | HC Eynatten G.o.E.                 | 32–24 | 31–28     | 63–52         |  |
| 2002–03                 | Calificări 2            | Sandefjord TIF                     | 29–23 | 26–26     | 55–49         |  |
| 2002–03                 | Faza grupelor (Grupa D) | RK Zagreb                          | 25–28 | 25–30     | Locul 4       |  |
| 2002–03                 | Faza grupelor (Grupa D) | THW Kiel                           | 27–26 | 23–34     | Locul 4       |  |
| 2002–03                 | Faza grupelor (Grupa D) | „Fibrexnylon” Săvinești            | 26–25 | 26–38     | Locul 4       |  |
|                         |                         |                                    |       |           |               |  |
| 2003–04                 |                         |                                    |       |           |               |  |
| Faza grupelor (Grupa B) | Sportclub Magdeburg     | 28–30                              | 24–38 | Locul 4   |               |  |
| Faza grupelor (Grupa B) | FC Barcelona            | 27–35                              | 19–41 | Locul 4   |               |  |
| Faza grupelor (Grupa B) | Haukar Hafnarfjördur    | 26–32                              | 33–34 | Locul 4   |               |  |
|                         |                         |                                    |       |           |               |  |
| 2004–05                 |                         |                                    |       |           |               |  |
| Faza grupelor (Grupa A) | FC Barcelona            | 12–26                              | 22–31 | 3rd       |               |  |
| Faza grupelor (Grupa A) | SC Pick Szeged          | 24–24                              | 18–25 | 3rd       |               |  |
| Faza grupelor (Grupa A) | HCM Constanța           | 22–22                              | 26–25 | 3rd       |               |  |
|                         |                         |                                    |       |           |               |  |
| 2007–08                 | Calificări 1            | Pölva Serviti                      | 37–22 | 30–30     | 67–52         |  |
| 2007–08                 | Faza grupelor (Grupa C) | Kadetten Schaffhausen GCZ          | 27–26 | 30–36     | Locul 4       |  |
| 2007–08                 | Faza grupelor (Grupa C) | RK Croatia Osiguranje-Zagreb       | 26–34 | 28–28     | Locul 4       |  |
| 2007–08                 | Faza grupelor (Grupa C) | C.BM. Ademar Leon                  | 29–28 | 21–28     | Locul 4       |  |
|                         |                         |                                    |       |           |               |  |
| 2009–10                 | Calificări (Grupa 1)    | Beşiktaş JK                        | 33–30 | 33–30     | Locul 1       |  |
| 2009–10                 | Calificări (Grupa 1)    | RK Budućnost Podgorica             | 35–28 | 35–28     | Locul 1       |  |
| 2009–10                 | Calificări (Grupa 1)    | HC Dinamo-Minsk                    | 34–24 | 34–24     | Locul 1       |  |
| 2009–10                 | Faza grupelor (Grupa D) | KIF Kolding                        | 25–32 | 21–28     | Locul 5       |  |
| 2009–10                 | Faza grupelor (Grupa D) | Reale Ademar                       | 24–31 | 28–37     | Locul 5       |  |
| 2009–10                 | Faza grupelor (Grupa D) | THW Kiel                           | 23–33 | 23–39     | Locul 5       |  |
| 2009–10                 | Faza grupelor (Grupa D) | GC Amicitia Zürich                 | 22–22 | 31–24     | Locul 5       |  |
| 2009–10                 | Faza grupelor (Grupa D) | F.C. Barcelona Borges              | 28–35 | 28–35     | Locul 5       |  |
|                         |                         |                                    |       |           |               |  |
| 2013–14                 | Faza grupelor (Grupa C) | FC Barcelona                       | 29–29 | 23–30     | Locul 4       |  |
| 2013–14                 | Faza grupelor (Grupa C) | HC Dinamo Minsk                    | 30–22 | 24–26     | Locul 4       |  |
| 2013–14                 | Faza grupelor (Grupa C) | PSG Handball                       | 24–24 | 25–35     | Locul 4       |  |
| 2013–14                 | Faza grupelor (Grupa C) | Wacker Thun                        | 32–25 | 37–24     | Locul 4       |  |
| 2013–14                 | Faza grupelor (Grupa C) | RK Metalurg                        | 18–26 | 27–22     | Locul 4       |  |
| 2013–14                 | Șaisprezecimi           | HSV Hamburg                        | 28–28 | 30–29     | 58–57         |  |
| 2013–14                 | Sferturi                | SG Flensburg-Handewitt             | 27–25 | 22–24     | 49–49         |  |
|                         |                         |                                    |       |           |               |  |
| 2014–15                 | Faza grupelor (Grupa C) | RK Celje Pivovarna Lasko           | 34–32 | 27–26     | Locul 2       |  |
| 2014–15                 | Faza grupelor (Grupa C) | Chehovskie Medvedi                 | 39–28 | 39–34     | Locul 2       |  |
| 2014–15                 | Faza grupelor (Grupa C) | Rhein-Neckar Löwen                 | 28–25 | 35–28     | Locul 2       |  |
| 2014–15                 | Faza grupelor (Grupa C) | Montpellier Agglomération Handball | 30–26 | 34–34     | Locul 2       |  |
| 2014–15                 | Faza grupelor (Grupa C) | MKB-MVM Veszprém                   | 23–24 | 24–32     | Locul 2       |  |
| 2014–15                 | Șaisprezecimi           | Orlen Wisla Plock                  | 31–20 | 26–32     | 57–52         |  |
| 2014–15                 | Sferturi                | KS Vive Tauron Kielce              | 20–22 | 31–33     | 51–55         |  |
|                         |                         |                                    |       |           |               |  |
| 2015–16                 | Faza grupelor (Grupa B) | Montpellier HB                     | 34–26 | 30–25     | Locul 3       |  |
| 2015–16                 | Faza grupelor (Grupa B) | MOL-Pick Szeged                    | 27–23 | 31–29     | Locul 3       |  |
| 2015–16                 | Faza grupelor (Grupa B) | IFK Kristianstad                   | 38–36 | 30–25     | Locul 3       |  |
| 2015–16                 | Faza grupelor (Grupa B) | Rhein-Neckar Löwen                 | 25–19 | 27–28     | Locul 3       |  |
| 2015–16                 | Faza grupelor (Grupa B) | KIF Kolding Kobenhavn              | 34–24 | 31–33     | Locul 3       |  |
| 2015–16                 | Faza grupelor (Grupa B) | KS Vive Tauron Kielce              | 34–24 | 20–23     | Locul 3       |  |
| 2015–16                 | Faza grupelor (Grupa B) | FC Barcelona Lassa                 | 25–27 | 30–31     | Locul 3       |  |
| 2015–16                 | Șaisprezecimi           | Orlen Wisla Plock                  | 25–24 | 30–30     | 55–54         |  |
| 2015–16                 | Sferturi                | MVM Veszprém                       | 26–29 | 30–30     | 56–59         |  |
|                         |                         |                                    |       |           |               |  |
| 2016–17                 | Faza grupelor (Grupa B) | IFK Kristianstad                   | 32–29 | 28–23     | Locul 1       |  |
| 2016–17                 | Faza grupelor (Grupa B) | HC Meșkov Brest                    | 31–27 | 26–30     | Locul 1       |  |
| 2016–17                 | Faza grupelor (Grupa B) | RK Celje Pivovarna Lasko           | 35–30 | 32–26     | Locul 1       |  |
| 2016–17                 | Faza grupelor (Grupa B) | MOL-Pick Szeged                    | 30–27 | 23–21     | Locul 1       |  |
| 2016–17                 | Faza grupelor (Grupa B) | RK Prvo plinarsko drustvo Zagreb   | 25–20 | 27–28     | Locul 1       |  |
| 2016–17                 | Faza grupelor (Grupa B) | KS Vive Tauron Kielce              | 40–34 | 24–27     | Locul 1       |  |
| 2016–17                 | Faza grupelor (Grupa B) | Rhein-Neckar Löwen                 | 26–29 | 33–27     | Locul 1       |  |
| 2016–17                 | Sferturi                | SG Flensburg-Handewitt             | 35–27 | 26–24     | 61–51         |  |
| 2016–17                 | Semifinale (F4)         | FC Barcelona Handbol               | 26–25 | 26–25     | 26–25         |  |
| 2016–17                 | Finală (F4)             | PSG Handball                       | 24–23 | 24–23     | 24–23         |  |

### Cupa EHF
| Sezon   | Manșă              | Club          | Acasă | Deplasare | Scor general: |
| ------- | ------------------ | ------------- | ----- | --------- | ------------- |
| 1994–95 | Șaisprezecimi      | BM Granollers | 35–31 | 23–34     | 58–65         |
| 1995–96 | Manșa eliminatorie | HK Șumen      | 29–24 | 30–26     | 59–50         |
| 1995–96 | Șaisprezecimi      | Zadar Gortan  | 31–31 | 24–33     | 55–64         |
| 2012–13 | Runda a 2-a        | HRK Izviđač   | 27–25 | 26–29     | 53–54         |
| 2012–13 | Runda a 2-a        | Lovosice      | 36–19 | 24–25     | 60–44         |
| 2012–13 | Runda a 3-a        | SC Magdeburg  | 28–26 | 27–30     | 55–56         |

### Cupa Cupelor EHF
| Sezon   | Manșă         | Club                        | Acasă | Deplasare | Scor general: |
| ------- | ------------- | --------------------------- | ----- | --------- | ------------- |
| 1997–98 | Șaisprezecimi | IF Guif Eskilstuna          | 29–28 | 25–28     | 54–56         |
| 1998–99 | Șaisprezecimi | IFK Skövde HK               | 10–0  | 22–23     | 32–23         |
| 1998–99 | Optimi        | Gorenje Velenje             | 29–23 | 24–28     | 53–51         |
| 1998–99 | Sferturi      | Sporting Toulouse 31        | 26–19 | 24–27     | 50–46         |
| 1998–99 | Semifinale    | Prosesa Ademar León         | 27–29 | 20–35     | 47–64         |
| 2004–05 | Optimi        | FCK Håndbold                | 27–23 | 29–28     | 56–51         |
| 2004–05 | Sferturi      | Medveščak Infosistem Zagreb | 36–20 | 31–26     | 67–46         |
| 2004–05 | Semifinale    | RK Zagreb                   | 23–21 | 26–34     | 49–55         |

## Statistici

### Top 10 marcatori în Liga Campionilor EHF
Până în sezonul 2016–17
| Loc | Nume             | Sezoane jucate | Goluri |
| --- | ---------------- | -------------- | ------ |
| 1   | Timur Dibirov    | 4              | 299    |
| 2   | Alex Duișebaev   | 4              | 261    |
| 3   | Igor Karačić     | 4              | 245    |
| 4   | Stevče Aluševski | 5              | 121    |
| 5   | Alem Toskić      | 3              | 111    |
| 6   | Luka Cindrić     | 2              | 110    |
| 7   | Sergei Gorbok    | 2              | 104    |
| 8   | Daniil Șișkarev  | 3              | 100    |
| 9   | Matjaž Brumen    | 3              | 88     |
| 10  | Nemanja Pribak   | 3              | 65     |

### Premii individuale în Liga Campionilor EHF
| Sezon   | Jucător        | Premiu                                      |
| ------- | -------------- | ------------------------------------------- |
| 2013–14 | Timur Dibirov  | All–Star Team (cea mai bună extremă stânga) |
| 2014–15 | Alex Duișebaev | Cel mai bun tânăr jucător                   |
| 2016–17 | Alex Duișebaev | All–Star Team (cel mai bun inter dreapta)   |
| 2016–17 | Raúl González  | Cel mai bun antrenor                        |
| 2016–17 | Arpad Šterbik  | MVP                                         |